# Karin Dreijer
Karin Elisabeth Dreijer (ur. 7 kwietnia 1975 w Nacka) – wokalistka i współzałożycielka zespołu The Knife (wraz z bratem Olofem), wokalistka i gitarzystka zespołu Honey Is Cool, od jesieni 2008 roku prowadząca również solową działalność artystyczną. Gościnnie wystąpiła w utworach zespołu Röyksopp (What Else Is There z albumu The Understanding oraz This Must Be It i Tricky Tricky z albumu Junior).

## Dyskografia: albumy solowe
- Fever Ray (2009, wyd. Rabid Records)
- Plunge (2017 digital download, 2018 CD, wyd. Rabid Records)
- Radical Romantics (2023, wyd. Rabid Records)